# 圣马丹迪里亚日
圣马丹迪里亚日（法語：Saint-Martin-d'Uriage，法語發音：[sɛ̃ maʁtɛ̃ dyʁjaʒ] ⓘ）是法国伊泽尔省的一个市镇，属于格勒诺布尔区。

## 地理
圣马丹迪里亚日（45°9'8"N, 5°50'21"E）面积29.69 平方千米，位于法国奥弗涅-罗讷-阿尔卑斯大区伊泽尔省，该省份为法国东南部内陆省份，北起顺时针与安省、萨瓦省、上阿尔卑斯省、德龙省、阿尔代什省、卢瓦尔省和罗讷省。
与圣马丹迪里亚日接壤的市镇（或旧市镇、城区）包括：日耶尔、埃尔贝、米里亚内特、勒韦勒、上沃尔纳韦、沃农、尚鲁斯。

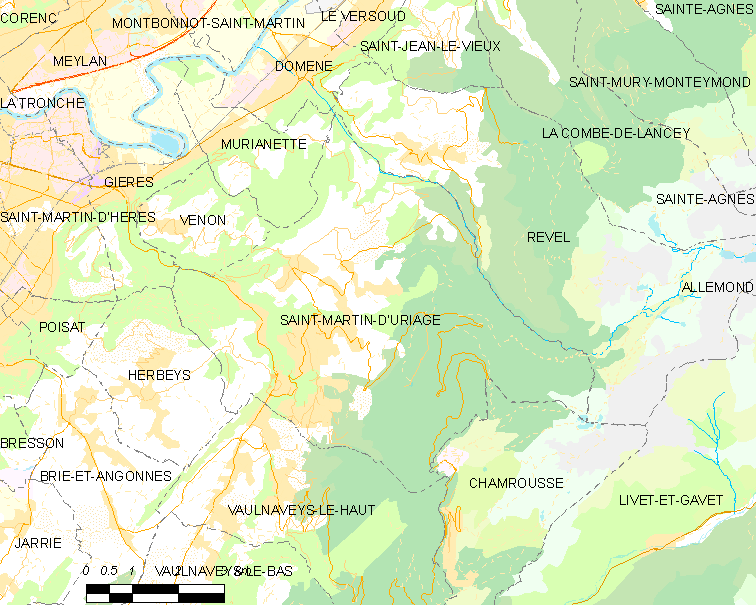
圣马丹迪里亚日的OSM定位图

圣马丹迪里亚日的时区为UTC+01:00、UTC+02:00（夏令时）。

## 行政
圣马丹迪里亚日的邮政编码为38410，INSEE市镇编码为38422。

## 政治
圣马丹迪里亚日所属的省级选区为瓦桑-罗曼什县。

## 人口

1962-2008年间圣马丹迪里亚日人口变化图示

圣马丹迪里亚日于2022年1月1日时的人口数量为5512人。